# Arcovenator
Arcovenator („lovec od řeky Arc“) byl rod teropodního dinosaura z čeledi abelisauridů (podčeleď Majungasaurinae). Žil v období pozdní svrchní křídy (geologický stupeň kampán, stáří kolem 74 milionů let) na území dnešního departementu Var (oblast Provence-Alpes-Côte d'Azur) na jihovýchodě Francie. 

## Objev
Jeho fosilie byly objeveny v roce 2006 v sedimentech spodní části souvrství Argiles Rutilantes. Typový druh Arcovenator escotae byl formálně popsán týmem paleontologů v roce 2013. Druhové jméno je poctou společnosti Escota (či nověji Vinci SA), která financovala vykopávky.
Podobné fosilie možná stejného rodu dinosaura ale známe například také z území Španělska.

## Popis

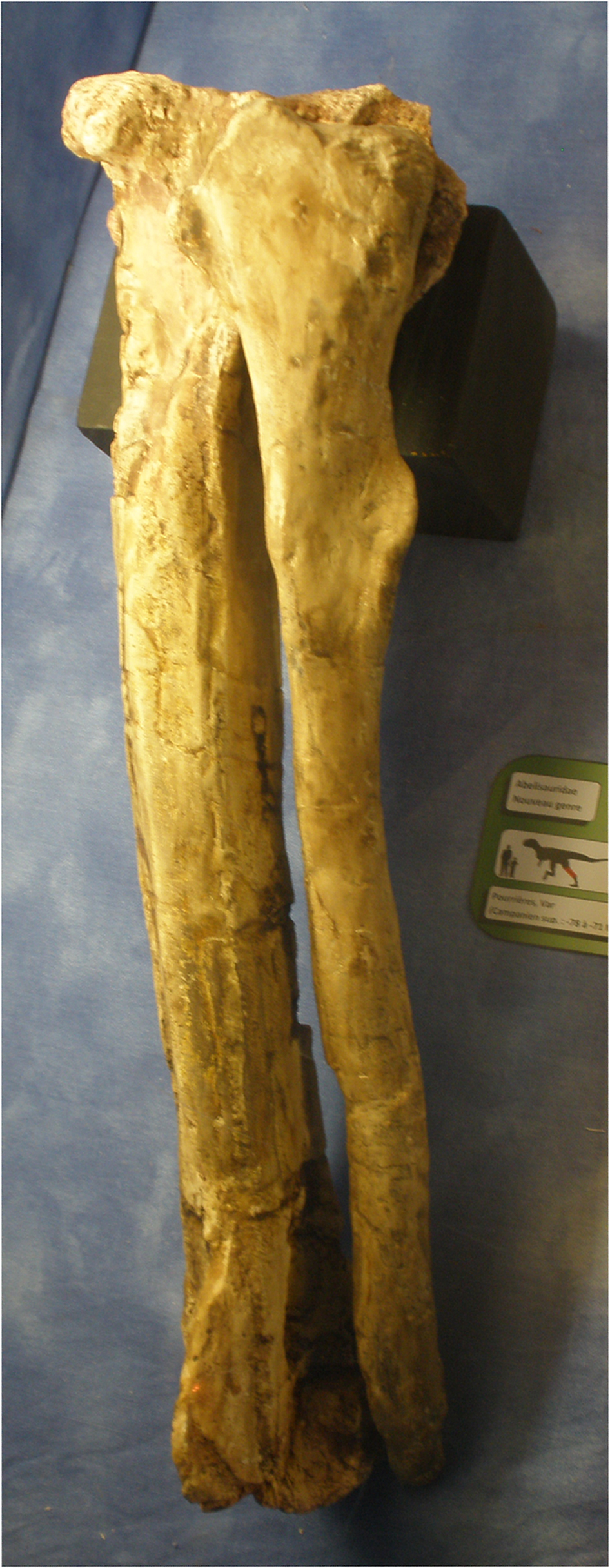
Holenní a lýtková kost arkovenátora.

Arcovenator dosahoval podle autorů popisné studie délky v rozmezí 5 až 6 metrů. V novější studii z roku 2016 mu byla přisouzena poněkud menší délka 4,8 metru. Fosilie tohoto druhu dokládají přítomnost abelisauridů v Evropě během období svrchní křídy. Zuby tohoto teropoda byly poměrně vysoké, dlouhé 3,5 až 5 cm, holenní kost byla poměrně útlá a u holotypu dosahovala délky 51 cm.